# Валенца
Валѐнца (на италиански: Valenza; на пиемонтски: Valensa, Валенса) е град и община в Северна Италия, провинция Алесандрия, регион Пиемонт. Разположен е на 125 m надморска височина. Населението на общината е 19 178 души (към 2016 г.).